# Aname coenosa
Espèce
Aname coenosa est une espèce d'araignées mygalomorphes de la famille des Anamidae.

## Distribution
Cette espèce est endémique d'Australie-Méridionale. Elle se rencontre dans la péninsule de Yorke vers Little Kalkabury.

## Description
La carapace de la femelle holotype mesure 7,5 mm de long sur 6,4 mm et l'abdomen 10,9 mm de long sur 7,5 mm.

## Publication originale
- Rainbow & Pulleine, 1918 : Australian trap-door spiders. Records of the Australian Museum, vol. 12, p. 81-169 (texte intégral).